# Montgomery (BART)
Montgomery Street Station is een van de vier ondergrondse stations onder Market Street in de Amerikaanse stad San Francisco (Californië). Het wordt zowel door de metrotreinen van BART als door Muni Metro, de premetro van SF Muni, bediend. Net als de andere stations onder Market Street kent het station drie lagen. Direct onder de straat ligt de verdeelhal, op niveau -2 ligt het perron van de Muni-metro die op 18 februari 1980 werd geopend. Het perron van BART ligt op niveau -3 en werd op 5 november 1973 in gebruik genomen.    

## Lijnen

### BART
-  Pittsburg/Bay Point-SFO/Millbrae
-  Dublin/Pleasanton-Daly City
-  Richmond-Daly City/Millbrae
-  Fremont-Daly City

### Muni Metro
- J Church
- K Ingleside
- L Taraval
- M Ocean View
- N Judah
- S Castro Shuttle
- T Third Street